# Jouaville
Jouaville ist eine französische Gemeinde mit 280 Einwohnern (Stand: 1. Januar 2022) im Département Meurthe-et-Moselle in der Region Grand Est (bis 2015 Lothringen). Sie gehört zum Arrondissement Val-de-Briey und ist Mitglied im Gemeindeverband Communauté de communes Orne Lorraine Confluences. Die Bewohner werden Jouavillois und Jouavilloises genannt.

## Geografie
Jouaville liegt im nördlichen Teil des Départements an der Grenze zum benachbarten Département Moselle, etwa 16 Kilometer westnordwestlich von Metz. Umgeben wird Jouaville von den Nachbargemeinden Moineville im Nordwesten und Norden, Batilly im Norden, Saint-Ail im Nordosten und Osten, Vernéville (Département Moselle) im Südosten, Saint-Marcel im Süden, Doncourt-lès-Conflans im Südwesten sowie Giraumont im Westen.

## Bevölkerungsentwicklung
| Jahr                       | 1962 | 1968 | 1975 | 1982 | 1990 | 1999 | 2006 | 2012 | 2019 |
| Einwohner                  | 312  | 305  | 283  | 249  | 268  | 260  | 290  | 319  | 290  |
| Quellen: Cassini und INSEE |      |      |      |      |      |      |      |      |      |

## Sehenswürdigkeiten
- Pfarrkirche Saint-Christophe, Chor und Außenwände des Langhauses aus dem 13. oder 14. Jahrhundert, teilweise durchbrochen im 15. und im 19. Jahrhundert; Gewölbe des Langhauses aus dem 15. Jahrhundert; Glockenturm aus dem 19. Jahrhundert
- Ehemaliges Ossarium aus dem 16. Jahrhundert an der Kirche, 1865 restauriert, seit 1987 als Monument historique eingeschrieben
- Burg von Anoux-la-Grange, Reste aus dem 11. und 12. Jahrhundert, im 14./15. Jahrhundert wiedererrichtet, dann in einen Gutshof während des 18./19. Jahrhunderts umgebaut
- Zahlreiche Wegekreuze

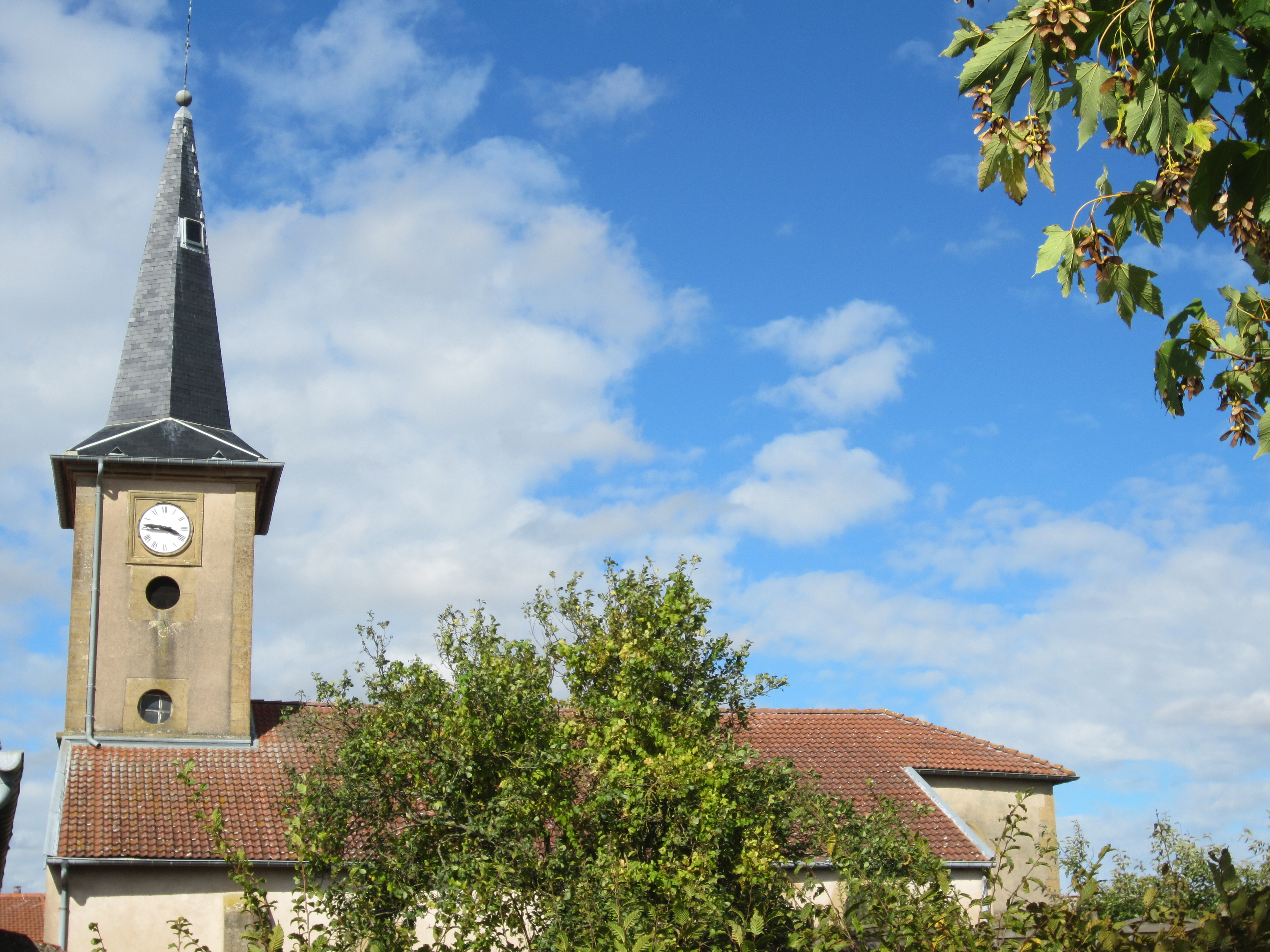
Pfarrkirche Saint-Christophe
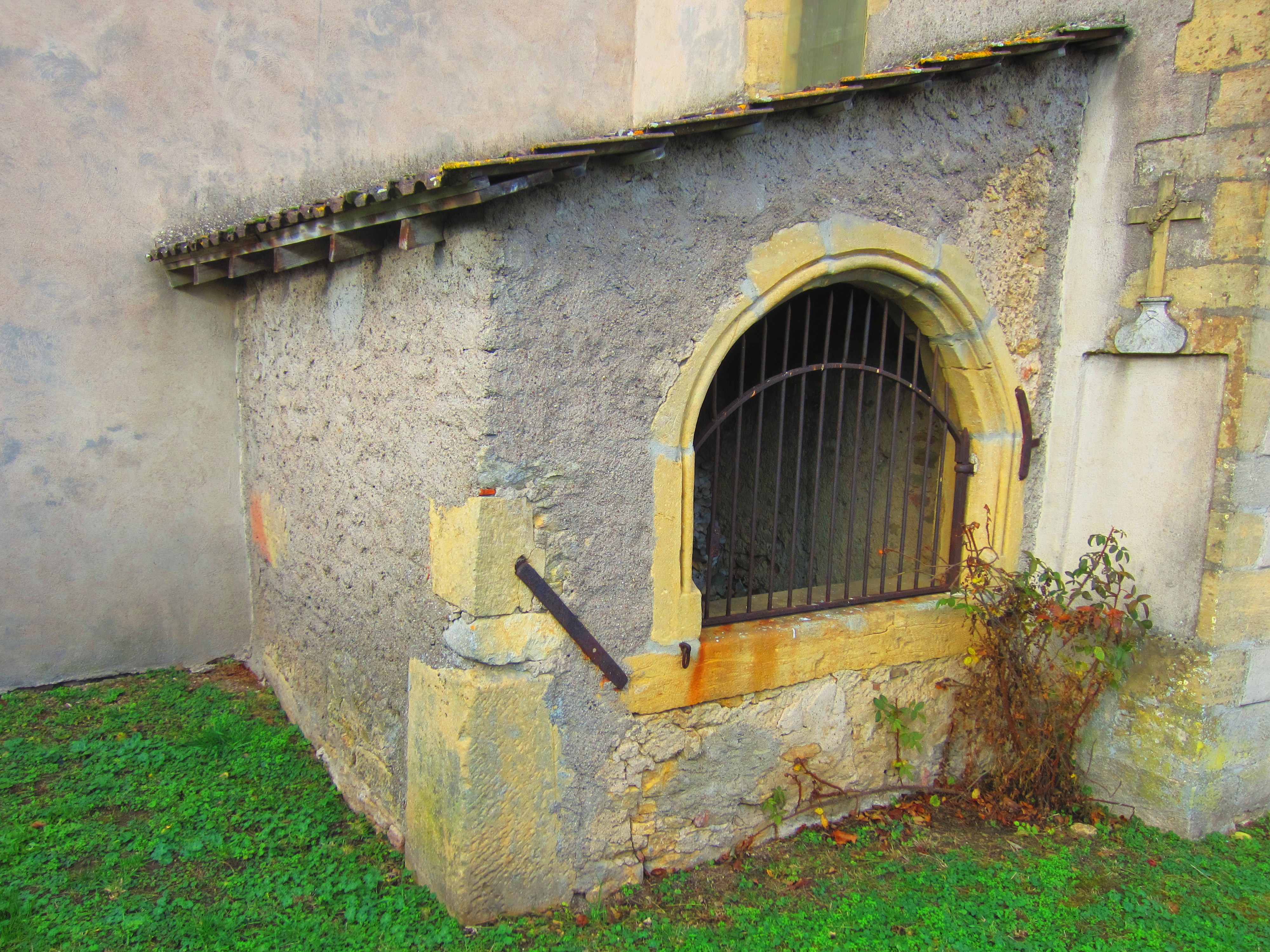
Ossarium an der Kirche